# Valdomiro Lameira
Valdomiro Tualungo Paulo Lameira (Luanda, 22 de setembro de 1995), conhecido apenas como Estrela, é um futebolista angolano que atua como atacante. Atualmente defende o Boluspor e a Seleção Angolana.

## Carreira em clubes
Após jogar pelo Núcleo Sintra por 2 anos, Estrela chegou para as categorias de base do Benfica em 2006, sendo promovido ao time Sub-19 em 2011. Chegou a disputar a Liga Jovem da UEFA de 2013–14 pela equipe, marcando inclusive um gol sobre o Manchester City na campanha do vice-campeonato, antes de renovar seu contrato com os Encarnados até 2020, mas em julho de 2014 foi anunciado que ele e Rafael Ramos, seu companheiro de elenco no Benfica, assinaram com o Orlando City, que disputava na época a USL Pro (atual USL Championship). A dupla disputaria o restante da temporada até a transição para a Major League Soccer no ano seguinte. O volante e o lateral-direito fariam suas estreias no futebol profissional em agosto, contra o Richmond Kickers, além de terem marcado seus primeiros gols no mesmo jogo. Estrela, que ainda participou de outros 4 jogos. não chegou a disputar nenhuma partida na primeira temporada do Orlando na MLS, tendo assinado com o APOEL em fevereiro de 2016, porém jogou apenas uma partida na campanha do título nacional, entrando como substituto na vitória por 3 a 0 sobre o Ayia Napa, obtendo seu primeiro título como atleta profissional. Em agosto de 2016, o contrato de Estrela com o APOEL foi rescindido e, em outubro, foi contratado sem custos pelo Varzim. Pelos Lobos do Mar, o volante atuou em 72 jogos e marcou 2 gols.
Em julho de 2019, foi contratado pelo Desportivo das Aves, onde jogou apenas 17 vezes. Passou também por National Bank of Egypt e Erzurumspor até chegar ao Boluspor, que o contratou em julho de 2024.

## Carreira internacional
Embora fosse nascido em Luanda, Estrela participou de uma sessão de treinos com a Seleção Sub-20 de Portugal juntamente com Rafael Ramos, seu ex-companheiro de equipe no Orlando City, como parte da preparação para a Copa do Mundo da categoria, disputada no ano seguinte.
Convocado pela primeira vez para a Seleção Angolana principal em setembro de 2020, estreou pelos Palancas Negras em outubro, contra Moçambique.
Disputou a Copa das Nações Africanas de 2023 (sediada na Costa do Marfim), atuando nas 4 partidas de Angola na competição. A campanha da equipe foi encerrada nas quartas-de-final, com uma derrota por 2 a 0 para a Nigéria.

## Títulos
APOEL
- Campeonato Cipriota: 2015–16

### Individuais
- Artilheiro do Girabola de 2018–19: 14 gols
- Artilheiro da Taça de Angola de 2018–19: 3 gols
- Artilheiro do Campeonato Egípcio de 2022–23: 16 gols